# بلک وود، ویکتوریا
بلک وود (به انگلیسی: Blackwood) یک شهرک در استرالیا است که در ویکتوریا (استرالیا) واقع شده‌است.